# Schiefling, Šentlenart v Labotski dolini
Schiefling je naselje v Občini Šentlenart v Labotski dolini v Okraju Volšperk na Koroškem v Avstriji.